# 费利克斯·萨尔腾
费利克斯·萨尔腾（德語：Felix Salten，1869年9月6日—1945年10月8日），奥地利作家，维也纳文学评论家。

## 著作
知名作品有《小鹿斑比》，后改编为迪士尼动画电影《小鹿斑比》。